# Тань Цзячжэнь
Тань Цзячжэ́нь (кит. упр. 谈家桢, пиньинь Tán Jiāzhēn; 15 сентября 1909 — 1 ноября 2008) — китайский генетик, основоположник современной китайской генетики.
Академик Китайской академии наук (1980), иностранный член Национальной академии наук США (1985).
В 1930-е годы учился в США у классиков генетики Феодосия Добжанского (1900—1975) и Томаса Моргана (1866—1945), работал в составе знаменитой группы исследования плодовой мушки дрозофилы. Вернулся в Китай, сотрудничал с коммунистическими властями, был почётным президентом Демократической лиги Китая, противостоял лысенкизму. Преподавал в Чжэцзянском университете, с 1952 года и в последующие годы был профессором Фуданьского университета в Шанхае.
В 1992 году подписал «Предупреждение человечеству».
Умер в возрасте 99 лет от множественной дисфункции органов в Шанхайской больнице.